# Les Petits Vélos
Les Petits Vélos (かわうぞの自転車屋さん, Kawāso no jitenshaya-san) est un seinen manga de Koyama Keiko (こやまけいこ) qui met en scène des animaux anthropomorphes sur le thème du vélo, prépublié dans le périodique de bande dessinée hebdomadaire Shūkan Manga Times (ja) à partir du 24 janvier 2014 et publié en un total de dix volumes reliés par Hōbunsha dont le premier volume est sorti le 31 octobre 2014 et le dernier le 31 mars 2022.
La bande dessinée a une portée didactique : les histoires mettent en avant l'univers du vélo, son vocabulaire, les différents types de vélos et la façon de bien les utiliser et entretenir. Les conseils techniques donné dans l'ouvrage vont des points les plus simples à des détails plus pointus.

## Traduction
La version française est publiée par Komikku Éditions, avec un premier volume sorti le 27 octobre 2016. Les dix volumes ont été traduits en français.

## Histoire
L'histoire se déroule dans un monde inspiré par l'Italie, la France, l'Espagne et l'Allemagne, mais les références culturelles, la monnaie, le sens de la circulation y sont japonais.
Les personnages de la bande dessinée sont des animaux anthropomorphes.
Le personnage principal, Véloutre (かわうそ, Kawāso), est une loutre qui tient une boutique de vélo appelée « Strade Bianche » (「ストラーデ・ビアンケ」, Sutorāde bianke) (d'après le nom d'une course de vélos italienne) qui vend également des pizza. Il est accompagné par la brebis Yôko (ヨウコ, yōko).

## Albums

### Version originale
こやまけいこ 『かわうその自転車屋さん』 芳文社〈芳文社コミックス〉、既刊9巻（2021年3月16日現在）
- 31 octobre 2014 : 1巻 [2]  (ISBN 978-4-8322-3424-6)
- 30 octobre 2015 : 2巻  (ISBN 978-4-8322-3474-1)
- 30 juillet 2016 : 3巻  (ISBN 978-4-8322-3510-6)
- 29 avril 2017 : 4巻  (ISBN 978-4-8322-3543-4)
- 3 mars 2018 : 5巻  (ISBN 978-4-8322-3595-3)
- 30 novembre 2018 : 6巻  (ISBN 978-4-8322-3643-1)
- 24 août 2019 : 7巻  (ISBN 978-4-8322-3688-2)
- 29 mai 2020 : 8巻  (ISBN 978-4-8322-3739-1)
- 31 mars 2021 : 9巻  (ISBN 978-4-8322-3811-4)
- 31 mars 2022 : 10巻  (ISBN 978-4-8322-3902-9)

### Version française
Koyama Keiko « Les petits vélos » Komikku éditions
- 27 octobre 2016 : Volume 1  (ISBN 978-2-3728-7074-0)
- 24 novembre 2016 : Volume 2  (ISBN 978-2-3728-7177-8)
- 27 avril 2017 : Volume 3  (ISBN 978-2-3728-7241-6)
- 30 janvier 202 : Volume 4  (ISBN 978-2-37287-461-8)
- 28 mai 2020 : Volume 5  (ISBN 978-2-37287-462-5)
- 20 août 2020 : Volume 6  (ISBN 978-2-37287-484-7)
- 10 décembre 2020 : Volume 7  (ISBN 978-2-37287-505-9)
- 3 juin 2021 : Volume 8  (ISBN 978-2-37287-577-6)
- 6 janvier 2022 : Volume 9  (ISBN 978-2-37287-606-3)
- 30 juin 2022 : Volume 10  (ISBN 978-2-37287-614-8)